# Гвідо Бонатті

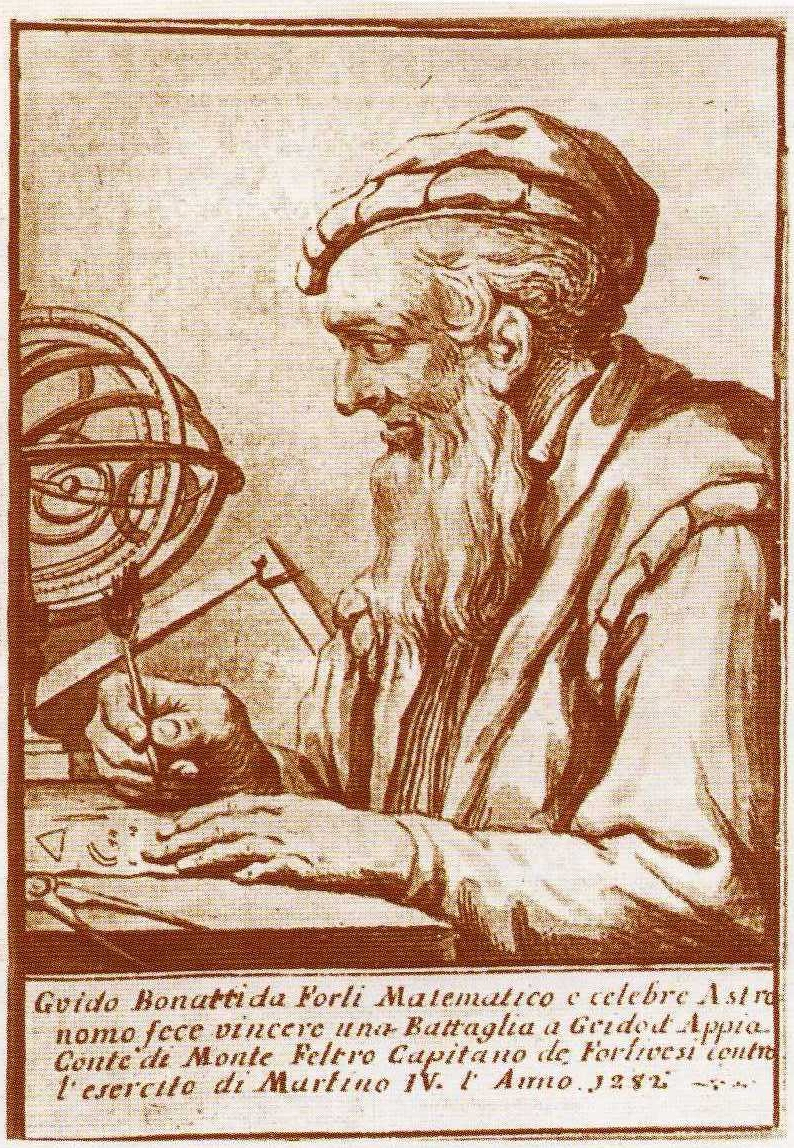
Гвідо Бонатті, портрет невідомого художника XVIII ст.

Гвідо Бонатті (італ. Guido Bonatti) — найвідоміший астролог-практик XIII століття в Європі.

## Життєпис
Народився на початку XIII століття у Форлі, провінції Романдіола в Італії, помер наприкінці XIII століття, між 1296 та 1300. Місце смерті також невизначене: монастир Анконе або Чезена.
На Бонатті посилається у «Божественній комедії» Данте, де голова астролога разом із головою Мішеля Скота крутилась у восьмому колі пекла («Божественна комедія», «Пекло», Пісня XX). Також Бонатті згадує Макіавеллі в «Історії Флоренції», а Філіппо Віллані склав опис життя астролога. На його авторитет та наслідування вказує Юрій Дрогобич у своїх астрологічних працях.
Єдина відома праця Бонатті — «Книга астрономії», найзначніша праця з астрології XIII століття, зібрання астрологічних методик та переклад латиною відомих арабських джерел. Книга стала основним джерелом астрологічних знань середньовічної Європи. Вона складається з десяти трактатів («Liber astronomiae», «Liber astronomicus», «Liber astrologiae», «Decem continens tractatus astronomiae»). Дослідники датують книгу 1277-1282 роками.